# Knivattacken i Southport
Knivattacken i Southport ägde rum den 29 juli 2024 i en dansstudio i Southport i nordvästra England. Tre barn dödades och tio andra personer – varav åtta var barn – skadades, några av dem allvarligt. En 17-årig brittisk medborgare av rwandiskt ursprung greps på platsen och har åtalats för knivattacken. Två av barnen (6 och 7 år) avled på platsen, medan ett tredje barn (9 år) dog på sjukhus dagen därpå.
Ett motiv för attacken har inte identifierats, även om polisen uppgett att de inte behandlar den som terrorrelaterad.
Knivdådet föranledde våldsamma upplopp i flera engelska städer. Den 30 juli drabbade högerextrema anhängare samman med polisen i Southport och skadade en moské efter att felaktig information om angriparens identitet spridits på nätet. Den 1 augusti avslöjade Liverpool Crown Court den misstänktes identitet trots att han var minderårig i ett försök att motverka spekulationer och desinformation. Under de närmaste dagarna spred sig kravallerna till andra städer i England och till Belfast i Nordirland.
Den 23 januari 2025 dömdes Axel Rudakubana till 52 års fängelse. 